# Az Előre FC Békéscsaba 2003–2004-es szezonja
Az Előre FC Békéscsaba 2003–2004-es szezonja szócikk az Előre FC Békéscsaba első számú férfi labdarúgócsapatának egy szezonjáról szól.

## Mérkőzések
| Színmagyarázat | Színmagyarázat |
| -------------- | -------------- |
|                | Győzelem       |
|                | Döntetlen      |
|                | Vereség        |

### Arany Ászok Liga 2003–04

#### Őszi fordulók
| 1. forduló 2003. július 26. |

| Előre FC Békéscsaba                 | 3 – 1   | Zalaegerszegi TE                             |
| ----------------------------------- | ------- | -------------------------------------------- |
| Kovács N. 15' Udvari 35' Faragó 71' | (2 – 0) | Sabo 76' Csóka 28′, 78′ Szamosi 38' Nagy 47' |

| Kórház utcai stadion, Békéscsaba Nézőszám: 3 500 Játékvezető: Kiss Béla (magyar) |

| 2. forduló 2003. augusztus 3. |

| Pécsi MFC                                              | 3 – 0   | Előre FC Békéscsaba                           |
| ------------------------------------------------------ | ------- | --------------------------------------------- |
| Horváth Gy. 10' 24' Erős 90' Márton 17' Horváth S. 55' | (2 – 0) | Kovács B. 1' Faragó 13' Bujáki 27' Udvari 45' |

| PMFC Stadion, Pécs Nézőszám: 3 500 Játékvezető: Szabó Zsolt (magyar) |

| 3. forduló 2003. augusztus 9. |

| Előre FC Békéscsaba                     | 0 – 0               | Ferencváros                               |
| --------------------------------------- | ------------------- | ----------------------------------------- |
| Vilotic 44' Valentényi 82' Bujáki 90+2′ | (0 – 0) Jegyzőkönyv | Kiss 61' Bognár 62' Dragóner 73' Rósa 84' |

| Kórház utcai stadion, Békéscsaba Nézőszám: 10 000 Játékvezető: Juhos Attila (magyar) |

| 4. forduló 2003. augusztus 23. |

| Győri ETO  | 1 – 0   | Előre FC Békéscsaba |
| ---------- | ------- | ------------------- |
| Kalina 90' | (0 – 0) | Udvari 72'          |

| Rába ETO Stadion, Győr Nézőszám: 1 500 Játékvezető: Makai János (magyar) |

| 5. forduló 2003. augusztus 31. |

| Előre FC Békéscsaba                     | 2 – 2   | Haladás                                                         |
| --------------------------------------- | ------- | --------------------------------------------------------------- |
| Kovács B. 25' Faragó 30' 90′ Udvari 13' | (2 – 1) | Tóth 17' 36' Tüske 53' Farkas V. 5' Seper 63′, 70′ Somfalvi 69' |

| Kórház utcai stadion, Békéscsaba Nézőszám: 4 000 Játékvezető: Hajdó Attila (magyar) |

| 6. forduló 2003. szeptember 12. |

| BFC Siófok                                 | 2 – 0   | Előre FC Békéscsaba                                |
| ------------------------------------------ | ------- | -------------------------------------------------- |
| Bujáki 13' (öngól) Mészáros 45' László 83' | (2 – 0) | Vincze 33' Bujáki 45' Bánföldi 61' Schindler 90+1' |

| Révész Géza utcai stadion, Siófok Nézőszám: 500 Játékvezető: Dubraviczky Attila (magyar) |

| 7. forduló 2003. szeptember 20. |

| Előre FC Békéscsaba                            | 2 – 2   | Videoton                                                 |
| ---------------------------------------------- | ------- | -------------------------------------------------------- |
| Tóth 69' Miculescu 90' Bánföldi 59' Udvari 80' | (0 – 1) | Hercegfalvi 5' Medveď 76' Koller 6' Tóth 66' Dvéri 90+6' |

| Kórház utcai stadion, Békéscsaba Nézőszám: 2 000 Játékvezető: Saskőy Szabolcs (magyar) |

| 8. forduló 2003. szeptember 28. 16:00 |

| Előre FC Békéscsaba         | 1 – 2               | Debreceni VSC                                |
| --------------------------- | ------------------- | -------------------------------------------- |
| Kovács B. 80' Valentényi 2' | (0 – 1) Jegyzőkönyv | Bajzát 6' 64' Nikolov 11' Böőr 53' Tomić 83' |

| Kórház utcai stadion, Békéscsaba Nézőszám: 5 000 Játékvezető: Világi Balázs (magyar) |

| 9. forduló 2003. október 3. |

| MTK Hungária             | 2 – 0   | Előre FC Békéscsaba |
| ------------------------ | ------- | ------------------- |
| Torghelle 45' Halmai 54' | (1 – 0) | Udvari 33'          |

| Hidegkuti Nándor Stadion, Budapest Nézőszám: 1 500 Játékvezető: Szarka Zoltán (magyar) |

| 10. forduló 2003. október 19. |

| Előre FC Békéscsaba | 0 – 1   | Újpest                           |
| ------------------- | ------- | -------------------------------- |
|                     | (0 – 1) | Tamási 7' Vlaszák 28' Kovács 45' |

| Kórház utcai stadion, Békéscsaba Nézőszám: 4 000 Játékvezető: Bede Ferenc (magyar) |

| 11. forduló 2003. december 6. |

| FC Sopron                             | 2 – 2   | Előre FC Békéscsaba                           |
| ------------------------------------- | ------- | --------------------------------------------- |
| Sifter 18' 72' Horváth 58' Bagoly 75' | (1 – 1) | Javrujan 45' 69' Kovács B. 67' 48' Vincze 77' |

| Káposztás utcai Stadion, Sopron Nézőszám: 2 000 Játékvezető: Szabó Zsolt (magyar) |

| 12. forduló 2003. november 1. |

| Zalaegerszegi TE   | 2 – 1   | Előre FC Békéscsaba                              |
| ------------------ | ------- | ------------------------------------------------ |
| Csóka 23' Sabo 82' | (1 – 0) | Hoffmann 49' Simunic 70' Udvari 88' Vincze 90+3' |

| ZTE Aréna, Zalaegerszeg Nézőszám: 4 000 Játékvezető: Hanacsek Attila (magyar) |

| 13. forduló 2003. november 8. |

| Előre FC Békéscsaba          | 1 – 0   | Pécsi MFC                       |
| ---------------------------- | ------- | ------------------------------- |
| Kovács B. 37' Simon 20′, 77′ | (1 – 0) | Gaál 23' Németh 37' Jokišić 66' |

| Kórház utcai stadion, Békéscsaba Nézőszám: 1 200 Játékvezető: Szabó Zsolt (magyar) |

| 14. forduló 2003. november 15. |

| Ferencváros       | 2 – 0               | Előre FC Békéscsaba |
| ----------------- | ------------------- | ------------------- |
| Sasu 26' Kiss 87' | (1 – 0) Jegyzőkönyv | Grujić 51′, 59′     |

| Üllői út, Budapest Nézőszám: 5 000 Játékvezető: Fábián Mihály (magyar) |

| 15. forduló 2003. november 22. |

| Előre FC Békéscsaba                         | 2 – 0   | Győri ETO            |
| ------------------------------------------- | ------- | -------------------- |
| Javrujan 8' Miculescu 46' 22' Schindler 17' | (1 – 0) | Geri 23' Kartelo 43' |

| Kórház utcai stadion, Békéscsaba Nézőszám: 2 000 Játékvezető: Sápi Csaba (magyar) |

| 16. forduló 2003. november 29. |

| Haladás                          | 1 – 1   | Előre FC Békéscsaba                       |
| -------------------------------- | ------- | ----------------------------------------- |
| Tóth 71' Tüske 38' Farkas A. 66' | (0 – 0) | Miculescu 87' Bánföldi 29' Valentényi 43' |

| Rohonci úti stadion, Szombathely Nézőszám: 2 820 Játékvezető: Bede Ferenc (magyar) |

#### Tavaszi fordulók
| 17. forduló 2004. március 6. |

| Előre FC Békéscsaba  | 1 – 1   | BFC Siófok                                                 |
| -------------------- | ------- | ---------------------------------------------------------- |
| Tóth 38' Vilotic 43' | (1 – 0) | Juhász 48' 37' Radics 30' Hegedűs 32' Sitku 53' László 84' |

| Kórház utcai stadion, Békéscsaba Nézőszám: 2 740 Játékvezető: Szabó Zsolt (magyar) |

| 18. forduló 2004. március 13. |

| Videoton                                         | 1 – 2   | Előre FC Békéscsaba                                                                       |
| ------------------------------------------------ | ------- | ----------------------------------------------------------------------------------------- |
| Grujić 70' (öngól) Ristić 15' Tóth 69' Dvéri 90' | (0 – 2) | Javrujan 22' Vincze 35' Simon 24' Valentényi 39′, 44′ Grujić 52' Simunic 78' Bánföldi 88' |

| Sóstói Stadion, Székesfehérvár Nézőszám: 1 820 Játékvezető: Világi Balázs (magyar) |

| 19. forduló 2004. március 20. 18:00 |

| Debreceni VSC                  | 1 – 0               | Előre FC Békéscsaba |
| ------------------------------ | ------------------- | ------------------- |
| Dombi 66' Balog 67' Vincze 74' | (0 – 0) Jegyzőkönyv |                     |

| Oláh Gábor utcai stadion, Debrecen Nézőszám: 4 000 Játékvezető: Erdős József (magyar) |

| 20. forduló 2004. március 27. |

| Előre FC Békéscsaba  | 1 – 2   | MTK Hungária                |
| -------------------- | ------- | --------------------------- |
| Tóth 6' Hoffmann 90' | (1 – 1) | Zabos 43' Torghelle 47' 24' |

| Kórház utcai stadion, Békéscsaba Nézőszám: 2 000 Játékvezető: Ábrahám Attila (magyar) |

| 21. forduló 2004. április 3. |

| Újpest                            | 3 – 1   | Előre FC Békéscsaba        |
| --------------------------------- | ------- | -------------------------- |
| Bükszegi 9' Farkas 42' Rajczi 86' | (2 – 0) | Szeverényi 85' Vilotic 70′ |

| Megyeri út, Budapest Nézőszám: 2 284 Játékvezető: Arany Tamás (magyar) |

| 22. forduló 2004. április 7. |

| Előre FC Békéscsaba                           | 3 – 3   | FC Sopron                                      |
| --------------------------------------------- | ------- | ---------------------------------------------- |
| Szeverényi 14' Kovács B. 33' 82' Bánföldi 18' | (2 – 1) | Vasas 16' 73' Balaskó 48' Sira 74′ Horváth 90' |

| Kórház utcai stadion, Békéscsaba Nézőszám: 1 500 Játékvezető: Solymosi Péter (magyar) |

| 23. forduló (rájátszás) 2004. április 10. |

| Előre FC Békéscsaba                                | 2 – 0   | Haladás                           |
| -------------------------------------------------- | ------- | --------------------------------- |
| Vincze 5' Javrujan 43' 51' Simon 9' Szeverényi 54' | (2 – 0) | Farkas A. 34' Tüske 49' Szabó 55' |

| Kórház utcai stadion, Békéscsaba Nézőszám: 3 000 Játékvezető: Sápi Csaba (magyar) |

| 24. forduló (rájátszás) 2004. április 17. |

| Zalaegerszegi TE            | 3 – 0   | Előre FC Békéscsaba |
| --------------------------- | ------- | ------------------- |
| Sebők J. 28' 60' Vincze 85' | (1 – 0) |                     |

| ZTE Aréna, Zalaegerszeg Nézőszám: 2 500 Játékvezető: Vad II. István (magyar) |

| 25. forduló (rájátszás) 2004. április 21. |

| Győri ETO                                                     | 3 – 0   | Előre FC Békéscsaba |
| ------------------------------------------------------------- | ------- | ------------------- |
| Nyicsenko 45' Kartelo 50' Stark 90+1' 72' Böjte 73' Varga 87' | (1 – 0) |                     |

| Rába ETO Stadion, Győr Nézőszám: 500 Játékvezető: Világi Balázs (magyar) |

| 26. forduló (rájátszás) 2004. május 1. |

| Előre FC Békéscsaba                       | 1 – 1   | Pécsi MFC                  |
| ----------------------------------------- | ------- | -------------------------- |
| Kovács B. 72' Szeverényi 45' Grujić 90+1' | (0 – 1) | Kerekes 32' 70' Koltai 47' |

| Kórház utcai stadion, Békéscsaba Nézőszám: 2 500 Játékvezető: Fábián Mihály (magyar) |

| 27. forduló (rájátszás) 2004. május 8. |

| Videoton                                | 1 – 3   | Előre FC Békéscsaba                                        |
| --------------------------------------- | ------- | ---------------------------------------------------------- |
| Pantic 82' Vochin 52' Ristić 88′, 90+1′ | (0 – 1) | Valentényi 31' Javrujan 60' 78' Bánföldi 55' Kovács B. 65' |

| Sóstói Stadion, Székesfehérvár Nézőszám: 500 Játékvezető: Sápi Csaba (magyar) |

| 28. forduló (rájátszás) 2004. május 12. |

| Haladás                                                | 2 – 1   | Előre FC Békéscsaba                               |
| ------------------------------------------------------ | ------- | ------------------------------------------------- |
| Somfalvi 25' Illés 74' Kaj 31' Szűcs 40' Farkas A. 58' | (1 – 1) | Miculescu 15' Szeverényi 20' Grujić 71' Simon 78' |

| Rohonci úti stadion, Szombathely Nézőszám: 800 Játékvezető: Solymosi Péter (magyar) |

| 29. forduló (rájátszás) 2004. május 15. |

| Előre FC Békéscsaba                                         | 2 – 3   | Zalaegerszegi TE                                       |
| ----------------------------------------------------------- | ------- | ------------------------------------------------------ |
| Kovács B. 41' Miculescu 67' 69′ Bánföldi 45' Valentényi 54' | (1 – 2) | Gyánó 9' Vincze 32' Sabo 89' Waltner 88' Egressy 90+1' |

| Kórház utcai stadion, Békéscsaba Nézőszám: 2 500 Játékvezető: Erdős József (magyar) |

| 30. forduló (rájátszás) 2004. május 19. |

| Előre FC Békéscsaba                                            | 2 – 0   | Győri ETO |
| -------------------------------------------------------------- | ------- | --------- |
| Udvari 9' Kovács B. 29' Hoffmann 33' Paróczai 79' Grujić 90+1' | (2 – 0) |           |

| Kórház utcai stadion, Békéscsaba Nézőszám: 1 500 Játékvezető: Bede Ferenc (magyar) |

| 31. forduló (rájátszás) 2004. május 22. |

| Pécsi MFC                                    | 3 – 0   | Előre FC Békéscsaba      |
| -------------------------------------------- | ------- | ------------------------ |
| Montvai 28' Kerekes 45' Koltai 89' Sípos 33' | (2 – 0) | Schindler 41' Bujáki 44' |

| PMFC Stadion, Pécs Nézőszám: 1 000 Játékvezető: Arany Tamás (magyar) |

| 32. forduló (rájátszás) 2004. május 26. |

| Előre FC Békéscsaba              | 2 – 0   | Videoton                   |
| -------------------------------- | ------- | -------------------------- |
| Tóth 4' Miculescu 77' Grujić 55' | (1 – 0) | Vochin 25' Hercegfalvi 38′ |

| Kórház utcai stadion, Békéscsaba Nézőszám: 500 Játékvezető: Fábián Mihály (magyar) |

#### Végeredmény (Alsóház)
| #  | Csapat               | J  | Gy | D  | V  | Rg | Kg | Gk  | P  | Megjegyzés |
| -- | -------------------- | -- | -- | -- | -- | -- | -- | --- | -- | ---------- |
| 7  | Pécsi Mecsek FC      | 32 | 9  | 13 | 10 | 36 | 37 | -1  | 40 |            |
| 8  | Videoton SC          | 32 | 10 | 10 | 12 | 55 | 51 | +4  | 40 |            |
| 9  | Zalaegerszegi TE     | 32 | 11 | 6  | 15 | 45 | 47 | -2  | 39 |            |
| 10 | Győri ETO FC         | 32 | 10 | 6  | 16 | 36 | 54 | -18 | 36 |            |
| 11 | Előre FC Békéscsaba  | 32 | 8  | 8  | 16 | 36 | 50 | -14 | 32 | Osztályozó |
| 12 | Szombathelyi Haladás | 32 | 4  | 11 | 17 | 19 | 63 | -44 | 23 | Osztályozó |

1. ↑  Bennmaradt a REAC ellen
2. ↑  A pályán elért eredmény alapján bennmaradt a Nyíregyháza Spartacus ellen, jogvétel miatt azonban a másodosztályba került.

#### Eredmények összesítése
Az alábbi táblázatban összesítve szerepelnek az Előre FC Békéscsaba 2003/04-es bajnokságban elért eredményei.
| Ősz/tavasz (forduló)    | Otthon | Otthon | Otthon | Otthon | Otthon | Otthon | Otthon | Idegenben | Idegenben | Idegenben | Idegenben | Idegenben | Idegenben | Idegenben |
| Ősz/tavasz (forduló)    | M      | GY     | D      | V      | LG–KG  | GK     | P      | M         | GY        | D         | V         | LG–KG     | GK        | P         |
| ----------------------- | ------ | ------ | ------ | ------ | ------ | ------ | ------ | --------- | --------- | --------- | --------- | --------- | --------- | --------- |
| Őszi szezon (1–16.)     | 8      | 3      | 3      | 2      | 11–8   | +3     | 12     | 8         | 0         | 2         | 6         | 4–15      | –11       | 2         |
| Tavaszi szezon (17–32.) | 8      | 3      | 3      | 2      | 14–10  | +4     | 12     | 8         | 2         | 0         | 6         | 7–17      | –10       | 6         |
| Összesen (1–32.)        | 16     | 6      | 6      | 4      | 25–18  | +7     | 24     | 16        | 2         | 2         | 12        | 11–32     | –21       | 8         |